# Lipinka (województwo pomorskie)
Lipinka (kaszub. Lëpënka, niem. Lindenau) – osada w Polsce położona w województwie pomorskim, w powiecie malborskim, w gminie Nowy Staw na obszarze Wielkich Żuław Malborskich.
Wieś została założona w 1321 przez Wernera von Orseln o obszarze 50 włók. W XIV w. postawiona została kaplica pw. św. Barbary, która rozebrana została w ok. 1820. Wieś królewska położona była w II połowie XVI wieku w województwie malborskim. W 1638 zbudowano kościół ewangelicki, który także został rozebrany na pocz. XIX w. W 1776 r. w starych księgach występują dwa nazwiska Dick i Friesen, odnotowano również pośród 316 mieszkańców 10 mennonitów. Układ przestrzenny wsi to owalnica o ukośnym położeniu płn.-wsch. – płd.-zach. z dwoma dużymi gospodarstwami po południowej stronie wsi i trzema po północnej. Do 1945 roku wieś nosiła nazwę Lindenau (Endersch, Schrötter) Lingenau (Gotha).
Krajobraz kulturowy wsi został całkowicie zatarty przez zabudowę domów dawnego PGR z lat 70. XX w. Zachowane jedynie dwa domy z dawnych zagród holenderskich, 1,5-kondygnacyjne, obecnie omurowane i przebudowane, zabudowania gospodarcze rozebrano. W południowej części wsi pomiędzy drogą a pozostałościami kolejki wąskotorowej można zauważyć cmentarz mennonicki.
W latach 1975–1998 miejscowość administracyjnie należała do województwa elbląskiego.

## Zabytki
Według rejestru zabytków NID na listę zabytków wpisany jest dom podcieniowy nr 12, nr rej.: 181/N z 19.12.1961 (nie istnieje).
Dom podcieniowy z 1793 r. wzniesiony dla Jacoba Bestvadera, drewniany, zrębowy, o węgłach przesłoniętych deską imitującą pilaster, o oszalowanych pionowo szczytach, na ceglanej podmurówce, podcień ryglowy wsparty na 7 słupach i ryglowych ściankach, oszalowany w szczycie pionowo. Więźba dachowa krokwiowo-jętkowa; dach kryty dachówką holenderką; elewacja szczytowa 3-osiowa, szczyt dwupoziomowy, na dole 3-osiowy, wyżej półkolisty świetlik; elewacja zachodnia 6-osiowa, z wejściem na 3 osi i podcieniem na 2-4 os. Budynek został rozebrany.

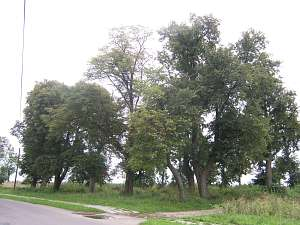
Cmentarz mennonicki usytuowany po płd. stronie drogi

Cmentarz mennonicki usytuowany po południowej stronie drogi, założony na parceli zbliżonej do kwadratu; zachowana jest fragmentarycznie obsada obwiednia starodrzewem lip; widoczne są też mogiły oraz nieliczne obudowy grobów; zachowała się również część nagrobka rodziny Wiens z inskrypcjami z lat 1865 - 1885 w formie cippusa.

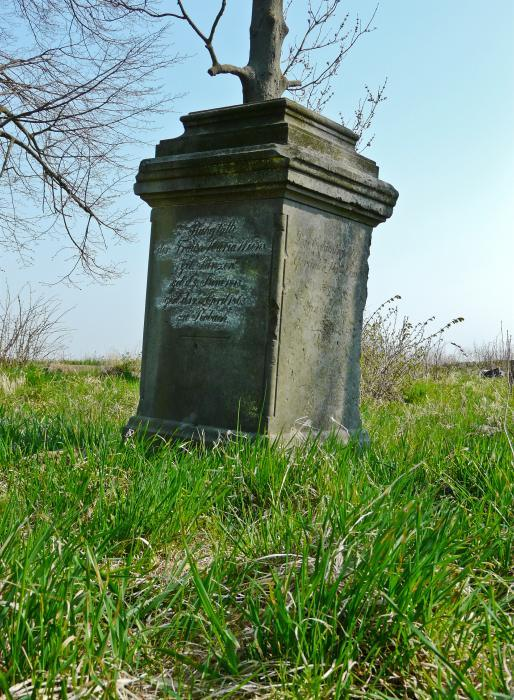
Nagrobek rodziny Wiens z inskrypcjami z 1865 - 1885